# هانگران اویا
هانگران اویا (به لاتین: Hangran Oya) یک منطقهٔ مسکونی در سری‌لانکا است که در استان مرکزی (سری‌لانکا) واقع شده‌است.